# 库尔塔托内
库尔塔托内（義大利語：Curtatone），是意大利曼托瓦省的一个市镇。总面积67平方公里，人口14248人，人口密度212.7人/平方公里（2009年）。国家统计（ISTAT）代码为020021。